# Azazga
Azazga é uma cidade da província de Tizi Ouzou, Argélia. Em 2008, sua população era de 34 683 habitantes.